# 자기공명영상

자기공명영상을 이용하여 촬영한 뇌.

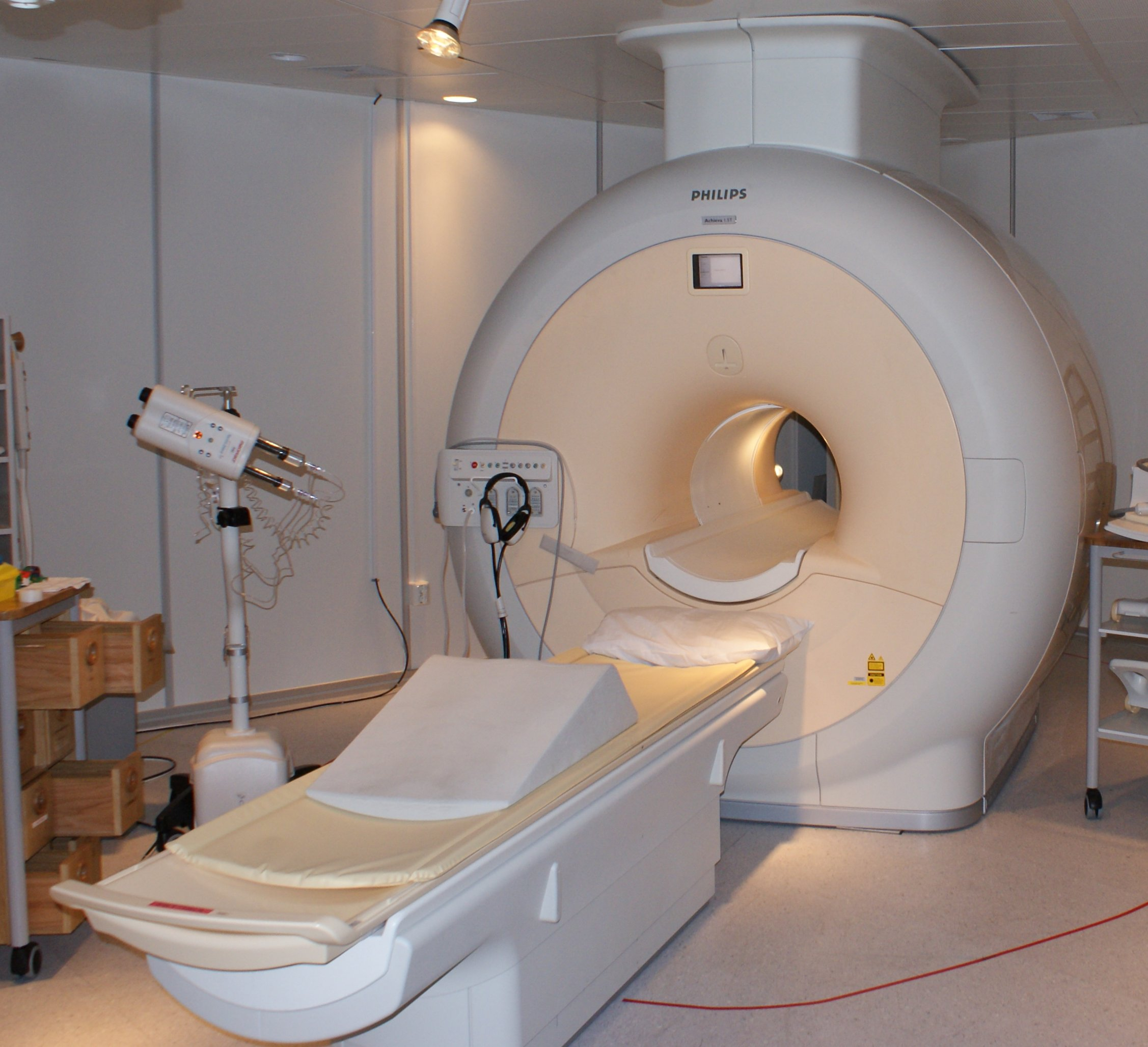
의료 기관의 MRI 스캐너

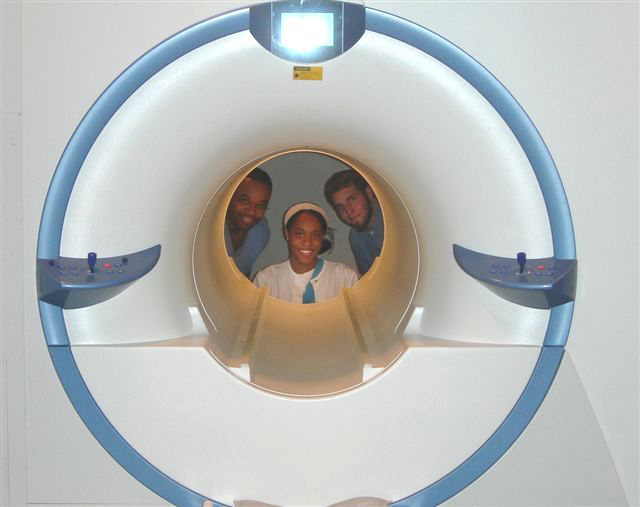
MRI 스캐너

자기공명영상 (磁氣共鳴映像, 영어: magnetic resonance imaging, 의학: MRI), 또는 핵자기공명(Nuclear Magnetic Resonance, NMR)은 영상 기술중 하나로 핵자기공명 원리를 사용한다. 자기공명영상장치에 인체가 들어가게 되면 장치의 주자장에 의해 인체의 물분자를 구성하는 수소분자는 특정 주파수로 세차운동을 하게 되는데, 여기에다가 같은 주파수의 전자기파를 가하게 되면 수소분자는 공명을 하면서 에너지를 흡수하게 된다. 이렇게 흡수된 에너지가 방출되면서 나오는 신호가 자기공명 신호인데, 이 신호를 물체 공간마다의 주파수와 위상을 측정하고 컴퓨터를 통해 재구성하여 영상화시키면 우리가 볼 수 있는 자기 공명 영상이 된다.
자기 공명 영상은 X선을 사용해 인체에 유해한 X선 컴퓨터 단층 촬영 (CT)과 달리 신체에 무해하다는 게 특징이다. 또한 CT가 횡단면 영상이 주가되는 반면 MRI는 방향에 자유롭다. MRI를 이용하면 혈액의  산소함유량을 측정할 수 있고, 이를 통해 뇌속의 혈류에 관한 정보를 얻을 수 있다.

## 개요
MRI(자기공명영상)는 체내의 병변(종양 등)의 위치를 분명히 밝힐 뿐만 아니라, 그것이 암과 같은 악성(惡性)인지 아닌지까지 밝혀 낼 수 있는 진단 장치이다.

## 역사
의학 영상 기술의 시초는 1972년 X선을 이용한 X선 단층 촬영기으로 볼 수있다. 그 전까지는 2차원 적인 단면만을 볼 수 있었던 영상 기술이 X선 단층 촬영 기법을 통해 3차원으로 볼 수 있게 된 것이다. 이 기술을 시작으로 많은 2세대 영상 기술이 발전하게 되었는데 그중 첫째는 핵의학 부분에서 발전한 동위원소를 이용한 PET(양전자 단층 촬영기)이고 또 다른 것이 핵자기공명 원리를 이용한 MRI이다. 현대에 들어서는 신경 활동을 알아볼 수 있는 뇌기능 영상 (fMRI)이나 확산 텐서 영상 (DTI)과 같은 방법도 발전하였다.
'MRI의 아버지'로 불리는 레이먼드 다마디언(Raymond Damadian, 1936.03.16 ~ 2022.08.03)이 1971년 MRI에 대한 특허를 세계 최초로 획득함으로써 실용화되었다.

## 원리
자기공명영상은 수소 원자핵이 자기장 내에서 자기장과 상호작용하며 특정 주파수의 전자파를 흡수·방출하는 패턴을 측정함으로써 영상을 형성한다. 성인의 경우 체중의 약 70%는 체액(體液)인데, 그 대부분은 물이다. 물의 수소 원자의 원자핵인 양성자는 임의적 방향의 스핀을 가지고 있는데, 강력한 자기장(磁氣場)에 들어가면 수소 원자핵의 스핀 방향이 자기장의 방향을 따라 가지런히 놓이게 된다. 이 상태에서 수직의 방향을 가진 고주파의 전자기 펄스를 걸어주면 수소 원자핵은 전자파의 에너지를 흡수해 자기장의 반대방향으로 스핀을 바꾸게 된다. 그 다음 펄스를 끊으면 역방향 스핀을 가진 수소 원자핵은 원래 상태로 되돌아가는데, 이 때 약한 전자파를 방출한다. 이 전자파를 검출해 전자파가 방출된 수소원자핵의 위치를 추적해 영상화 할 수 있다. 그리고 역방향 스핀을 가진 수소 원자핵이 원래 상태로 되돌아가는 시간(완화 시간)은 스핀의 완화 요인에 따라 'T1'과 'T2' 두 가지 값을 가진다. 수소 원자핵의 스핀이 주변의 수소 원자핵의 스핀과의 상호작용에 의해 완화되는 것을 스핀-스핀 완화라고 하고, 이에 의한 시간 상수를 T2라고 한다. 이와 달리, 스핀이 주변 조직의 격자 구조와의 상호작용에 의해 완화되는 것을 스핀-격자 완화라고 하고, 이 시간 상수를 T1이라고 한다. T1과 T2는 수소 원자핵의 주변 조직에 따라 크게 다르게 나타나는데, 이 완화시간을 평면 화상으로 만드는 것이 자기공명영상이다. 예를 들어 암의 경우 T1 완화시간이 정상 세포보다 길기에, T1 완화시간을 밝기로 나타나면 병변이 주변보다 밝게 나타난다는 점을 이용해 쉽게 진단할 수 있다.

## 장단점
자기공명영상은 일반 CT과 비교하여 다음과 같은 장점과 단점이 있다.
장점
- 방사선의 영향에 대한 우려가 전혀 없다.
- 일반 CT의 약점(공기가 많은 곳·뼈로 둘러싸인 부분)에 대해서도 효과적이다.
- 조직이 변형되지 않은 병변(病變)도 찾아낼 수 있다.
- 병변의 위치뿐만 아니라 성질까지도 알아낼 수 있다.

단점
자기공명영상에도 비용과 시간 측면에서 문제점이 있다.
- 일반 CT에 비해 진단 시간이 오래 걸린다는 점이다.[1]
- 현재의 자기공명영상 기술로는 수소 원자의 분포 밖에 알 수 없다. 나트륨, 인, 탄소 등 다른 원자가 지니는 정보도 병변의 발견, 진단에 유용하므로, 이를 통한 자기공명영상 기술이 연구되고 있다.
- 자기공명영상 장비를 설치하는데 많은 비용이 들고 강한 자기장을 만들고 유지하는 데에도 많은 비용이 든다.
- 진단시 소리가 크기 때문에 청력에 문제를 겪는 환자들도 있다.
- 특정 형태의 금속 보형물이 있는 경우 열 화상을 일으킬 수 있다.[2][3][4]
- 심장이나 폐 등 크게 움직이는 장기에 대해서는 화상이 일그러질 수 있다.[1]

## 암 예방 진단
자기공명영상은 암 진단 및 예방에 큰 진전을 가져왔다.
자기공명영상은 종래 X선 CT로는 뼈에 방해되어 화상을 얻기가 어려웠던 골반(骨盤) 내의 암 등에 대해 위력을 발휘한다. 그리고 종래의 CT로는 조직이 변형하기 시작해야만 비로소 암이라는 것을 알았는데, 이 장치로는 그 이전의 전암 증상(前癌症狀)의 단계에서 진단할 수 있다. 코일을 액체 헬륨으로 냉각해 더 강력한 자기장을 이용하는 초전도(超電導) 자기공명영상은 더욱 좋은 영상을 얻을 수 있다. 심장이나 폐 등 크게 움직이는 장기에 대해서는 화상이 일그러지는 문제가 있는데, X선 CT로 먼저 촬영하고, 그것으로 확인한 위치를 기준으로 자기공명영상을 촬영하는 방식을 통해 향상된 영상을 얻는 방법도 있다.

## 같이 보기
- 핵자기 공명
- CT
- SPECT
- PET

## 참고 문헌
- Rinck PA (편집.). “The history of MRI”. 《TRTF/EMRF》.
- Eustace SJ, Nelson E (June 2004). “Whole body magnetic resonance imaging”. 《BMJ》 328 (7453): 1387–88. doi:10.1136/bmj.328.7453.1387. PMC 421763. PMID 15191954.
- Pykett IL (May 1982). “NMR imaging in medicine”. 《Scientific American》 246 (5): 78–88. Bibcode:1982SciAm.246e..78P. doi:10.1038/scientificamerican0582-78. PMID 7079720.
- Simon, Merrill; Mattson, James S (1996). 《The pioneers of NMR and magnetic resonance in medicine: The story of MRI》. Ramat Gan, Israel: Bar-Ilan University Press. ISBN 978-0-9619243-1-7.
- Haacke, E Mark; Brown, Robert F; Thompson, Michael; Venkatesan, Ramesh (1999). 《Magnetic resonance imaging: Physical principles and sequence design》. New York: J. Wiley & Sons. ISBN 978-0-471-35128-3.
- Lee SC, Kim K, Kim J, Lee S, Han Yi J, Kim SW, Ha KS, Cheong C (June 2001). “One micrometer resolution NMR microscopy”. 《Journal of Magnetic Resonance》 150 (2): 207–13. Bibcode:2001JMagR.150..207L. doi:10.1006/jmre.2001.2319. PMID 11384182.
- Sprawls, Perry (2000). 《Magnetic Resonance Imaging Principles, Methods, and Techniques》. Medical Physics Publishing. ISBN 978-0-944838-97-6.
- Mansfield P (1982). 《NMR Imaging in Biomedicine: Supplement 2 Advances in Magnetic Resonance》. Elsevier. ISBN 978-0-323-15406-2.
- Fukushima, Eiichi (1989). 《NMR in Biomedicine: The Physical Basis》. Springer Science & Business Media. ISBN 978-0-88318-609-1.
- Blümich, Bernhard; Kuhn, Winfried (1992). 《Magnetic Resonance Microscopy: Methods and Applications in Materials Science, Agriculture and Biomedicine》. Wiley. ISBN 978-3-527-28403-0.
- Blümer, Peter (1998).  Blümler, Peter; Blümich, Bernhard; Botto, Robert E.; Fukushima, Eiichi, 편집. 《Spatially Resolved Magnetic Resonance: Methods, Materials, Medicine, Biology, Rheology, Geology, Ecology, Hardware》. Wiley-VCH. ISBN 978-3-527-29637-8.
- Liang, Zhi-Pei; Lauterbur, Paul C. (1999). 《Principles of Magnetic Resonance Imaging: A Signal Processing Perspective》. Wiley. ISBN 978-0-7803-4723-6.
- Schmitt, Franz; Stehling, Michael K.; Turner, Robert (1998). 《Echo-Planar Imaging: Theory, Technique and Application》. Springer Berlin Heidelberg. ISBN 978-3-540-63194-1.
- Kuperman, Vadim (2000). 《Magnetic Resonance Imaging: Physical Principles and Applications》. Academic Press. ISBN 978-0-08-053570-8.
- Blümich, Bernhard (2000). 《NMR Imaging of Materials》. Clarendon Press. ISBN 978-0-19-850683-6.
- Jin, Jianming (1998). 《Electromagnetic Analysis and Design in Magnetic Resonance Imaging》. CRC Press. ISBN 978-0-8493-9693-9.
- Farhat, Imad Akil; Belton, P.S.; Webb, Graham Alan (2007). 《Magnetic Resonance in Food Science: From Molecules to Man》. Royal Society of Chemistry. ISBN 978-0-85404-340-8.